# Brea Grant
Brea Colleen Grant (født 16. oktober 1981 i Marshall, Texas) er en amerikansk skuespiller, der er bedst kendt for sin rolle som Daphne Millbrook i NBC's science fiction tv-serie Heroes. Hun har også optrådt i en episode af Cold Case, tre episoder af Friday Night Lights, som "Junkie Girl" (ikke krediteret) i Max Payne, og som "Rasha" i SciFi's Battle Planet. Hun har en bachelor og mastergrad i amerikanske studier fra University of Texas i Austin. 

## Filmografi
| Year | Film                | Role             | Notes                               |
| ---- | ------------------- | ---------------- | ----------------------------------- |
| 2007 | You're So Dead      | Candy            |                                     |
| 2008 | Friday Night Lights | Jean Binnel      | Optrådte i 3 episoder               |
| 2008 | Multiple Choice     | Barb             |                                     |
| 2008 | Cold Case           | Liza West        | Optrådte i 1 episode                |
| 2008 | Corpse Run          | Liberty          |                                     |
| 2008 | Middle of Nowhere   | Jean             |                                     |
| 2008 | Raising the Bar     | Heather Dreeban  | Optrådte i 1 episode                |
| 2008 | Midnight Movie      | Rachael          |                                     |
| 2008 | The Writers Room    | Sig selv         | Online tv-serie, optrådte i episode |
| 2008 | Max Payne           | Junkie Girl      | (ikke krediteret)                   |
| 2008 | Battle Planet       | Rasha            |                                     |
| 2008 | Heroes              | Daphne Millbrook | Optrådte i 12 episoder              |
| 2008 | Heroes Unmasked     | Sig selv         | Optrådte i 2 episoder               |
| 2008 | Trance (2008)       | Chloe            | færdig, men ikke udsendt            |
| 2009 | Halloween 2         | Mya Rockwell     |                                     |